# Enhydrosoma herrerai
Enhydrosoma herrerai är en kräftdjursart som beskrevs av S. S. Bell och Kern 1984. Enhydrosoma herrerai ingår i släktet Enhydrosoma och familjen Cletodidae. Inga underarter finns listade i Catalogue of Life.